# Berlin Hamburger Bahnhof

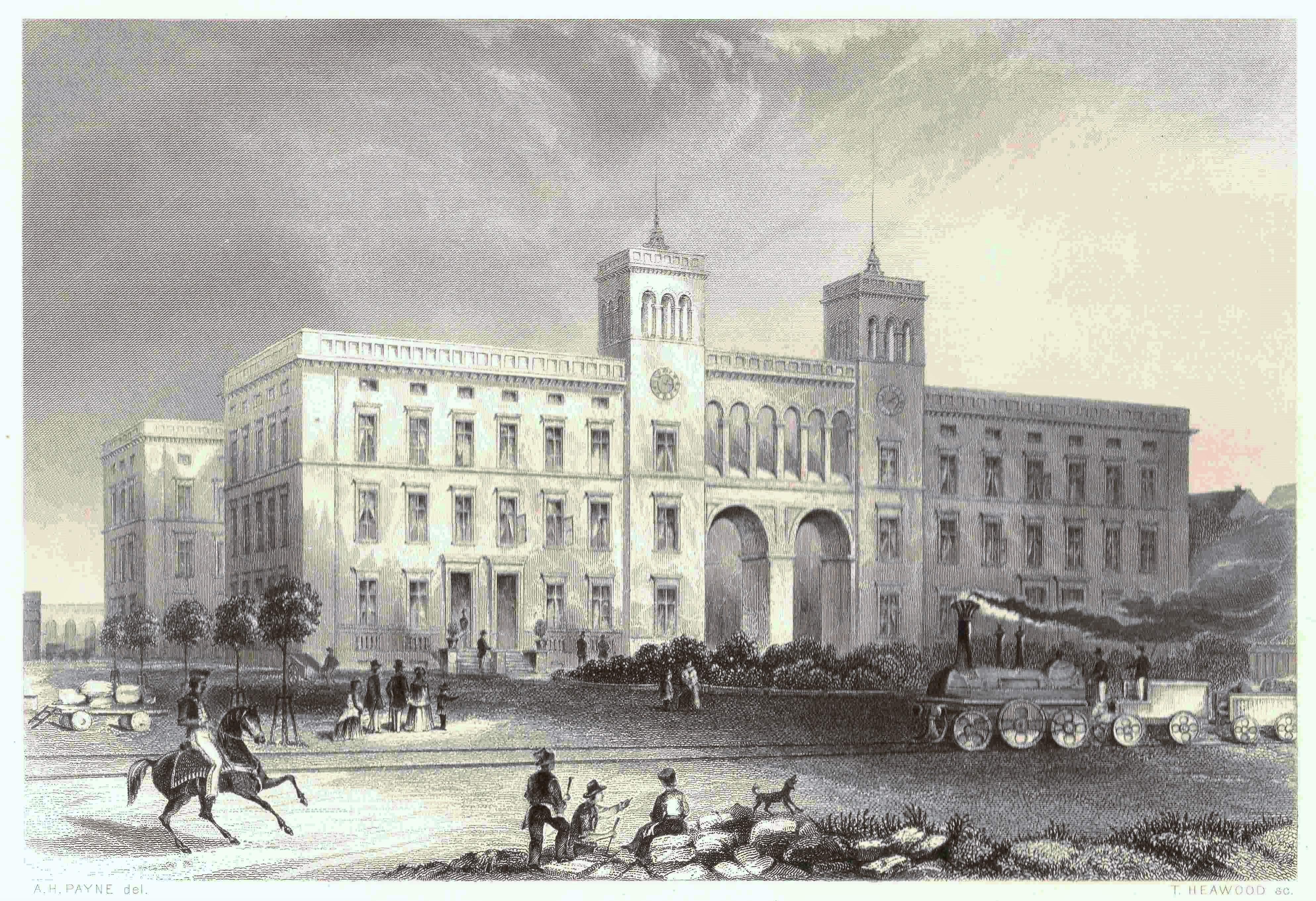
Hamburger Bahnhof około 1850 – na pierwszym planie łącznica kolejowa

Hamburger Bahnhof (z niem. Dworzec Hamburski) – dawny dworzec czołowy w Berlinie, obecnie muzeum sztuki współczesnej (Hamburger Bahnhof – Museum für Gegenwart).
Dworzec powstał w latach 1846–1847 jako stacja końcowa Kolei Berlińsko-Hamburskiej (Berlin-Hamburger Bahn) wedle projektu jej dyrektora, Georga Ernsta Friedricha Neuhausa w stylu arkadowym. Obecnie stanowi jedyny zachowany dworzec czołowy Berlina z tego okresu, a jednocześnie jeden z najstarszych zachowanych dworców na terenie Niemiec. Znajduje się na północ od Berlin Hauptbahnhof przy Invalidenstraße w dzielnicy Moabit naprzeciw klinik er Charité i należy do towarzystwa obrotu nieruchomościami Vivico.

## Historia

### Dworzec kolejowy
W 1841 zdecydowano w umowie międzypaństwowej o budowie linii kolejowej z Berlina do Hamburga. Pięć lat później, 15 października 1846, linią przejechał pierwszy pociąg. Dworzec w Berlinie był wówczas jeszcze w budowie, pasażerów tymczasowo odprawiano w barakach towarowych. W czasie budowy dworca zasypano bagnisty teren piaskiem, zaś kanał Sprewy przeniesiono na północ. W tym samym czasie zbudowano kanał Berlin-Spandau oraz Humboldthafen (otwarte w 1859), które miały służyć lepszemu połączeniu transportu kolejowego i wodnego. Budynek dworca ukończono w 1847.
Dworzec powstał jako dworzec czołowy wedle planów Friedricha Neuhausa i Ferdinanda Wilhelma Holza. Elewacja posiadała dwie wieże oraz dwa przejazdy bramne, przez które lokomotywy mogły dojechać na obrotnicę umieszczoną na placu przeddworcowym.
W 1851 uruchomiono łącznicę kolejową pomiędzy Berlin Stettiner Bahnhof i Hamburger Bahnhof, a także dalszymi dworcami czołowymi: Potsdamer Bahnhof, Anhalter Bahnhof i Frankfurter Bahnhof. W 1870 obrotnicę zastąpiono przesuwnicą umieszczoną wewnątrz budynku dworca, na skutek czego przejazdy bramne stały się zbędne. W tym samym roku zlikwidowano łącznicę kolejową, która stała się poważnym utrudnieniem dla komunikacji miejskiej w Berlinie.

### Muzeum transportu i budownictwa
Już 14 października 1884 po jedynie 37 latach użytkowania zamknięto dworzec, gdyż po upaństwowieniu i połączeniu towarzystw kolejowych położony w pobliżu Lehrter Bahnhof przejął cały ruch pasażerski w kierunku Hamburga. Przebudowano plac przeddworcowy, a na południowej stronie dworca wybudowano otwartą klatkę schodową. Tory towarowe dworca były używane jeszcze do lat 80. XX wieku. Na terenie dworca osiedliły się liczne firmy spedycyjne, które częściowo pozostały tam także po całkowitym zamknięciu ruchu kolejowego.
14 grudnia 1906 otwarto w budynku wejściowym dworca Królewskie Muzeum Budownictwa i Transportu (niem. Königliches Bau- und Verkehrsmuseum), później przemianowane na Muzeum Transportu i Budownictwa (niem. Verkehrs- und Baumuseum). Muzeum prezentowało rozwój techniki i przemysłu i było początkowo pomyślane jako zbiór pomocy dydaktycznych dla studentów, urzędników i fachowców z różnych dziedzin. Tym samym stanowiło ono poprzednik dzisiejszego Niemieckiego Muzeum Techniki w Berlinie. Muzeum od początku przyciągało wielu zwiedzających, a jego zbiory szybko rosły, tak więc dobudowano do korpusu dworca dwa boczne skrzydła, na skutek czego powstał obecny cour d’honneur. W latach 1909–1911 zbudowano dwukondygnacyjne boczne skrzydło wschodnie, a w latach 1914–1916 powstało symetryczne skrzydło zachodnie.

### W Berlinie Zachodnim
W czasie II wojny światowej w 1944 budynek muzeum został silnie uszkodzony, większą część zbiorów jednak uratowano – przede wszystkim jednak wielki model kolejowy w skali 1:43 uległ całkowitemu zniszczeniu. Po wojnie przekazano budynek – tak jak wszystkie urządzenia kolejowe na terenie Berlina – znajdującej się pod zarządem radzieckim dyrekcji Deutsche Reichsbahn, mimo że znajdował się on na terenie brytyjskiej strefy okupacyjnej, bezpośrednio przy granicy stref. Budynek ogrodzono i uniemożliwiono dostęp publiczności do budynku. Dzięki zaangażowaniu wielu kolejarzy-entuzjastów budynek, jak i zbiory zostały jednak zachowane. Dyrekcja kolei nie chciała ani nie mogła udostępnić budynku jako muzeum, gdyż umowa między aliantami ograniczała jej zadania na terenie Berlina Zachodniego do usług transportowych.
Po tym jak BVG przejęły ruch na położonych w Berlinie Zachodnim liniach S-Bahn, także Hamburger Bahnhof został przekazany senatowi Berlina. Po wstępnych pracach zabezpieczających budynek został udostępniony zwiedzającym, po czym zdecydowano się na gruntowną renowację.
Zbiory dawnego Muzeum Transportu i Budownictwa przekazano do Muzeum Komunikacji w Dreźnie oraz do Niemieckiego Muzeum Techniki w Berlinie.

### Muzeum sztuki współczesnej
W połowie lat 80. berliński przedsiębiorca budowlany Erich Marx zaproponował władzom Berlina Zachodniego publiczne udostępnienie swych zbiorów sztuki. W 1987 senat zdecydował o otwarciu w dawnym dworcu Muzeum Sztuki Współczesnej. Zarząd nad Muzeum przejęła Fundacja Pruskiego Dziedzictwa Kulturowego. W 1989 rozpisano konkurs architektoniczny na rozbudowę Muzeum, w którym zwyciężył Josef Paul Kleihues. W latach 1990–1996 nastąpiła ostatnia jak dotychczas przebudowa i rozbudowa. Na wschód od głównej hali dworca dobudowano nowe skrzydło o długości 80 m. W listopadzie 1996 nastąpiło ponowne otwarcie odremontowanego dworca, mieszczącego Museum für Gegenwart – Berlin.
Wśród wystawionych zbiorów muzeum znajdują się dzieła Josepha Beuysa, Anselma Kiefera, Roya Lichtensteina, Richarda Longa, Andy’ego Warhola oraz Bernda Koberlinga. Muzeum wystawia też część zbiorów Nowej Galerii Narodowej. Poza tym w Muzeum organizowane są wystawy sezonowe, np. od 2004 wystawiane są w kilku etapach zbiory Friedricha Christiana Flika.